# Metazygia corima
Metazygia corima är en spindelart som beskrevs av Levi 1995. Metazygia corima ingår i släktet Metazygia och familjen hjulspindlar.
Artens utbredningsområde är Colombia. Inga underarter finns listade i Catalogue of Life.